# 尤金·布思
小尤金·西奥多·布思（英語：Eugene Theodore Booth, Jr.，1912年9月28日—2004年3月6日）是美国的原子核物理学家。他在哥伦比亚大学的团队成功引发了世界上首个人工核裂变反应。曼哈顿计划期间，他参与了气体扩散法的研究，该法成功将U-235从U-238中分离出来。布思亦领导了内维斯实验室385 MeV同步回旋加速器的设计、研发、运维工作，也曾担任史蒂文斯理工学院研究生院的主任。